# Byron Stroud
Byron Stroud, född 12 februari 1969, är en kanadensisk musiker, basist för metalbanden Fear Factory, Zimmers Hole och tidigare Strapping Young Lad.
Stroud spelade med Strapping Young Lad sedan 1997, då de släppte albumet City. Han gick med i Fear Factory på heltid 2004, och debuterade med bandet med skivan Archetype. Stroud sade att han var lika insatt i att jobba med båda banden. När Strapping Young Lad upplöstes anslöt sig även deras trummis Gene Hoglan till Fear Factory. Därtill spelar Stroud med det något komiska metalbandet Zimmers Hole som dock har en mer sporadisk karriär.